# Giennadij Bartoszewicz
Giennadij Gieorgijewicz Bartoszewicz (ros. Генна́дий Гео́ргиевич Бартоше́вич, ur. 1934, zm. 1993) – radziecki polityk, działacz partyjny i dyplomata.
Białorusin, od 1957 członek KPZR, ukończył Białoruski Instytut Politechniczny i Wyższą Szkołę Partyjną przy KC KPZR (zaocznie), od 1967 funkcjonariusz partyjny, 1977-1983 I sekretarz Komitetu Miejskiego Komunistycznej Partii Białorusi w Mińsku, 1983-1987 był II sekretarzem KC KPB. Od 13 października 1987 do 1990 ambasador nadzwyczajny i pełnomocny ZSRR w Korei Północnej. Deputowany do Rady Najwyższej ZSRR 11 kadencji.